# Genuskaraktär
Inom talteori, en del av matematiken, är en genuskaraktär av en kvadratisk talkropp K en karaktär av genusgruppen av K. I andra ord är den en kvadratisk karaktär (även känd som en reell karaktär) av den smala klassgruppen av K. Med hjälp av Artinavbildningen kan samlingen av genuskaraktärer även ses som de oramifierade kvadratiska karaktärerna av absoluta Galoisgruppen av K.